# Allylcysteïne
Allylcysteïne is een organische verbinding waarvan het S-enantiomeer van nature voorkomt in knoflook. Het is een derivaat van het aminozuur cysteïne, waarbij een allylgroep gekoppeld is aan het zwavelatoom. 
Allylcysteïne wordt onderzocht op zijn mogelijke cholesterolverlagende effect en zijn rol als mogelijk preventief middel in de behandeling van kanker.